# Krabbutter
Krabbutter eller marin utter (Lontra felina) är en art i underfamiljen uttrar som förekommer vid Sydamerikas kustlinjer. Den är jämte havsuttern den enda arten i familjen mårddjur som lever i havet.
Andra svenska trivialnamn är magellanutter och chingungo.

## Kännetecken
Krabbuttern når en kroppslängd mellan 57 och 60 cm och därtill kommer en cirka 33 cm lång svans. Vikten ligger mellan 3 och 5 kg. På så sätt är djuret den minsta arten av uttrar i nya världen.
Pälsen är på ovansidan mörkbrun och på undersidan något ljusare brun. Morrhåren är liksom hos andra uttrar påfallande långa. Mellan tårna på både fram- och bakfötterna finns simhud och alla är utrustade med klor. Angående storlek och utseende finns ingen könsdimorfism, honor har fyra spenar.

## Utbredning och habitat
Arten förekommer i Stilla havet längs Sydamerikas kustlinje från södra Peru till Eldslandet. Den största populationen finns på ön Chiloé. Den var tidigare vanlig längs Argentinas Atlantkust men inga observationer har gjorts där sedan 1968. Enda undantaget är en inplanterad population på Falklandsöarna.
Den vistas främst i grunda havsområden med kelp eller tång. Ibland, särskild för att uppfostra ungarna, vistas uttern på klippiga stränder.

## Levnadssätt
Krabbuttern är aktiv på dagen och livnär sig främst av fiskar, bläckfiskar och kräftdjur. På land kan den i sällsynta fall ta fåglar och smådäggdjur som byten. Den söker upp till 70 % av sin tid efter föda och dyker till 40 meters djup. I motsats till havsuttern använder den inga verktyg. Djuret lever antingen ensam eller i små grupper med upp till tre individer. När två individer gör anspråk på samma byte förekommer ofta ilskna läten och i vissa fall biter de varandra.

## Fortplantning
Krabbuttrar lever främst monogama och parningen sker främst under sydsommaren (december-januari). Dräktigheten varar i upp till 65 dagar och sedan föder honan vanligen två ungar men upp till fyra förekommer. Ungdjuren föds på land och göms i en enkel lya eller bland buskar. Båda föräldrar deltar i uppfostringen och när de börjar simma bärs ungarna i munnen eller på buken medan det vuxna djuret simmar på rygg.

## Hot
Artens naturliga fiender utgörs av späckhuggare, hajar och rovfåglar som dödar ungar på land. En rad andra djur som sydamerikanskt sjölejon, olika delfiner och pingviner utgör konkurrenter om samma föda.
Under början av 1900-talet jagades ett stort antal krabbuttrar för pälsens skull. Idag hotas arten främst av habitatförlust, överfiske och vattnets förorening. Populationen uppskattas mindre än 1 000 individer och därför listas arten av IUCN som starkt hotad (endangered).